# Western Passage
Die Western Passage ist ein Gewässer im Süden von Fiordland und der Südinsel von Neuseeland.

## Geographie
Das als Western Passage bezeichnete und nach Südwesten zur Tasmansee hin offene Gewässer befindet sich an der Südwestküste von Fiordland und erlaubt über die Bad Passage und den Return Channel Zugang zur Eastern Passage und dem Taiari / Chalky Inlet, über letzteren auch ein Zugang zu den beiden Fjorden Moana-whenua-pōuri / Edwardson Sound und Te Korowhakaunu / Kanáris Sound möglich ist. Die Passage besitzt eine ungefähre Flächenausdehnung von 17 km² und erstreckt sich in etwa über 5 km. Die maximale Breite des Gewässers wird durch den bis zu 4,7 km breiten Eingang von der Tasmansee aus bestimmt.
Die einzigen Inseln, Chalky Island, Passage Islands und Great Island, befinden sich nicht direkt in dem Gewässer, sondern begrenzen es an seiner Ost- sowie Nordseite.